# Eulophus tardescens
Eulophus tardescens är en stekelart som beskrevs av Victor Ivanovitsch Motschulsky 1863. Eulophus tardescens ingår i släktet Eulophus och familjen finglanssteklar.
Artens utbredningsområde är Sri Lanka. Inga underarter finns listade i Catalogue of Life.